# Gud, min Gud, som ville än
Gud, min Gud, som ville än är en psalm med text skriven av Frans Michael Franzén.

## Publicerad i
- 1819 års psalmbok som nr 368 under rubriken "Med avseende på särskilda personer, tider och omständigheter: Sjukdom och hälsa: För en hustru, som skall kyrktagas".[1]